# Zwei Hektar Land
Zwei Hektar Land (Hindi दो बीघा ज़मीन do bīghā zamīn) ist ein neorealistischer Hindi-Film-Klassiker von Bimal Roy aus dem Jahr 1953. In den Kinos der DDR lief er unter dem Titel Shambhu.

## Handlung
In einem kleinen Dorf in Westbengalen lebt der Farmer Shambu Maheto. Dort hat es nun schon seit zwei Jahren nicht mehr geregnet und als der Regen die Felder bewässert, hofft Shambu auf Besserung. Dies scheint jedoch nicht in Sicht zu sein, denn der Grundbesitzer Thakur Harnam Singh will Land an einen Bauunternehmer verkaufen, um eine Fabrik darauf bauen zu lassen. Darunter fällt auch Shambus Land, der sich jedoch weigert das Land zu verkaufen.
Daraufhin zwingt Thakur ihn die 235 Rupien Schulden zurückzuzahlen. Dafür gibt ihm das Gericht drei Monate Zeit. Somit muss Shambu seinen kranken Großvater und seine Frau Paro verlassen, um in Kalkutta das nötige Geld zu verdienen. Begleitet wird er von seinem Sohn Kanhaiya, obwohl er ursprünglich gegen dessen Mitreise war.
In der Stadt tauchen schon die ersten Probleme auf. Den beiden wird das Geld gestohlen und Kanhaiya wird krank. Unterschlupf finden sie in einer einfachen Wohnsiedlung. Dort erlernt Shambu die Arbeit eines Rickshawfahrers und sein Sohn unterstützt ihn als Schuhputzer.
Die Stadt hält noch einige Schicksalsschläge für die beiden bereit, sodass Kanhaiya vor lauter Hoffnungslosigkeit anfängt zu stehlen. Darüber ist Shambu so entsetzt, dass er ihn verstößt.
Shambus Frau Paro entschließt sich nach Kalkutta zu reisen, um ihren Ehemann und Sohn zu suchen. Während ihrer Suche wird sie von einem Auto angefahren und schwer verletzt. Shambu findet sie zufällig und bringt sie in ein Krankenhaus.
Kanhaiya fühlt sich schuldig und zerreißt daraufhin das gestohlene Geld. Außerdem versöhnt er sich mit seinem Vater. Das ehrlich verdiente Geld benötigen sie nun für die Behandlung von Paro.
Die Familie kehrt in das Dorf zurück und finden die hässliche Fabrik auf Shambus Land vor.

## Hintergründe
Bimal Roy war von Vittorio De Sicas „Ladri di biciclette“ („Fahrraddiebe“), den er in einem Filmfestival in Bombay gesehen hat, so begeistert, dass er diesen neorealistischen Film drehte.
Die Filmsongs werden von Manna Dey, Lata Mangeshkar und Mohammed Rafi gesungen, die Liedtexte schrieb Shailendra.
Raj Kapoor behauptete, nachdem er diesen Film gesehen hatte: „How I wished I had made this film!“ (Wie sehr wünschte ich diesen Film selbst gemacht zu haben!)

## Kritiken
Seine Reputation als neo-realistischer Film verdankt Do Bigha Zamin fast einzig Balraj Sahnis herausragender Darstellung in seiner bekanntesten Filmrolle.

## Auszeichnungen
- Filmfare Award/Beste Regie für Bimal Roy
- Filmfare Award/Bester Film für Bimal Roy
- Internationale Filmfestspiele von Cannes 1954 Internationaler Preis
- Internationale Filmfestspiele von Cannes 1954 nominiert für den Grand Prix
- National Film Award Certificate of Merit
- Internationales Filmfestival Karlovy Vary Prize for Social Progress